# Bovingdon
Bovingdon est un village et une paroisse civile du Hertfordshire, en Angleterre. Il est situé dans le sud-ouest du comté, à environ 6 km au sud-ouest de la ville de Hemel Hempstead. Administrativement, il relève du district de Dacorum.

## Toponymie
Bovingdon est un toponyme d'origine vieil-anglaise. Sa signification exacte n'est pas certaine, mais il renvoie probablement à une colline (dūn) liée à un homme nommé Bofa. Il n'est pas attesté avant le début du XIIIe siècle, sous la forme Bovyndon.

## Géographie
Bovingdon est un village du Hertfordshire, un village de l'Est de l'Angleterre. Il est situé dans le sud-ouest de ce comté, à 6 km au sud-ouest de la ville de Hemel Hempstead.
Au Moyen Âge, Bovingdon appartient au hundred de Tring (en), qui est absorbé par le hundred de Danais (en) au XVIe siècle. Après l'abandon du système des hundreds, le village est rattaché au district rural de Hemel Hempstead (en) de 1894 à 1974, puis au district non métropolitain de Dacorum depuis 1974.
Pour les élections locales, Bovingdon constitue avec les villages voisins de Flaunden et Chipperfield le ward de Bovingdon, Flaunden & Chipperfield. Pour les élections à la Chambre des communes, ce ward est rattaché à la circonscription de South West Hertfordshire.

## Démographie
Au recensement de 2011, la paroisse civile de Bovingdon comptait 5 287 habitants et au recensement de 2021, elle comptait 5 316 habitants.
| Année | Population |
| ----- | ---------- |
| 1801  | 779        |
| 1811  | 794        |
| 1821  | 954        |
| 1831  | 962        |
| 1841  | 1 072      |
| 1851  | 1 130      |
| 1881  | 1 054      |
| 1891  | 1 056      |
| 1901  | 1 047      |
| 1911  | 1 179      |
| 1921  | 1 164      |
| 1931  | 1 722      |
| 1951  | 2 799      |
| 1961  | 2 934      |
| 2011  | 5 287      |
| 2021  | 5 316      |

## Culture et patrimoine

### Lieux et monuments

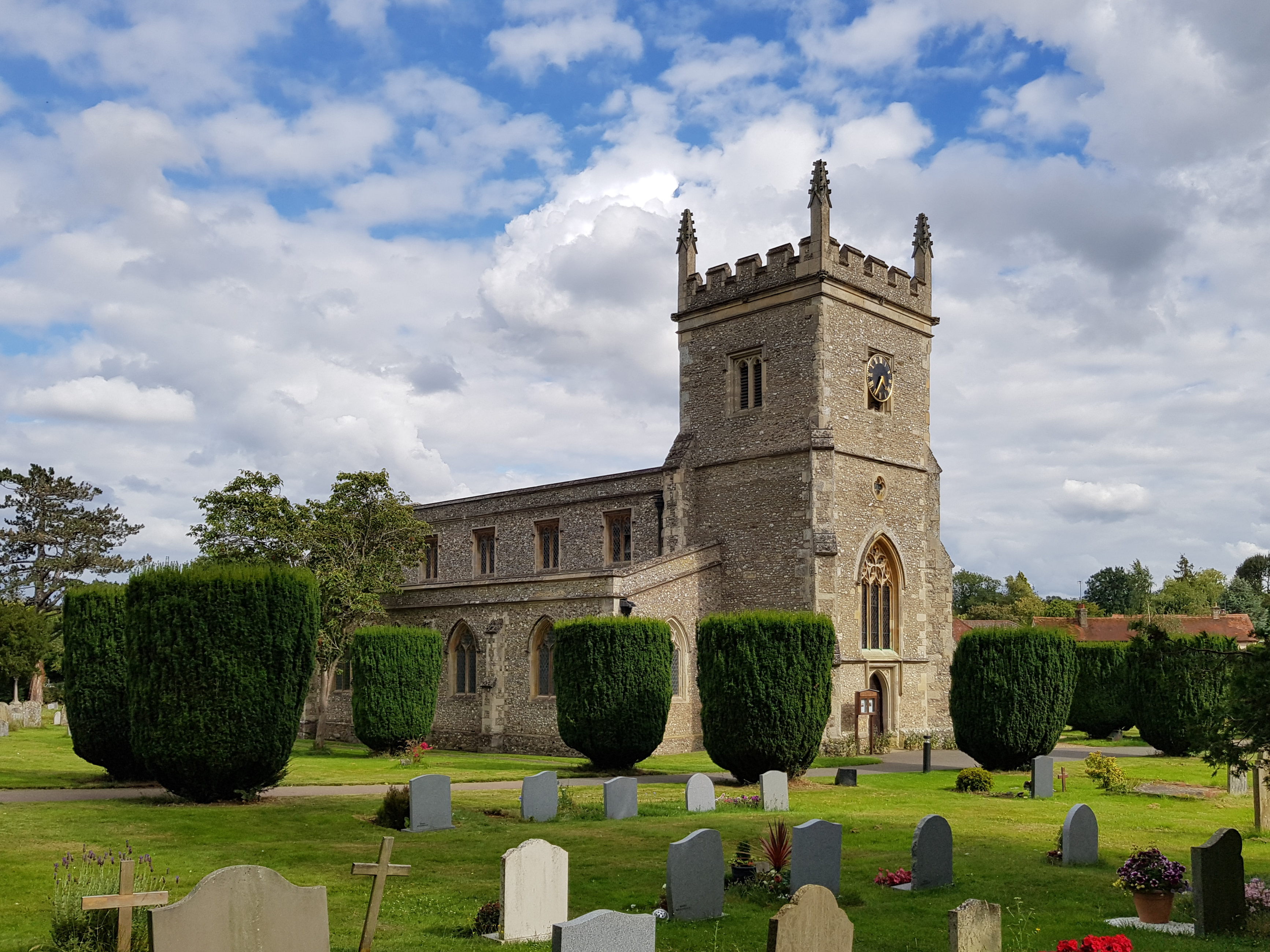
L'église de Bovingdon.

L'église paroissiale de Bovingdon est dédiée à saint Laurent. C'est un bâtiment médiéval de style décoratif et perpendiculaire, mais il a été restauré de manière si profonde par l'architecte Thomas Talbot Bury (en) en 1845 que la majeure partie de l'église peut être considérée comme remontant à cette date. C'est un monument classé de grade II* depuis 1986.
Pendant la Seconde Guerre mondiale, la Royal Air Force ouvre en 1941 la base aérienne de RAF Bovingdon (en). Elle reste en activité jusqu'en 1972. Son site est en partie repris par la prison HM Prison The Mount (en), qui ouvre ses portes en 1987. En 2018, le réseau de télévision ITV ouvre un studio sur le site de l'ancienne base aérienne. Plusieurs des émissions-phares d'ITV y sont tournées, comme Dancing on Ice et The Masked Singer.
Le manoir de Westbrook Hay (en), au nord-est du village, est construit vers le milieu du XVIIIe siècle. Il constitue au XIXe siècle le siège de la famille Ryder, parmi lesquels Richard Ryder, ministre de l'Intérieur de 1809 à 1812, et Granville Ryder. Il est réquisitionné par la Royal Air Force pendant la Seconde Guerre mondiale, puis par la compagnie de développement urbain de la ville nouvelle de Hemel Hampstead. Depuis 1963, il est occupé par une école préparatoire. C'est un monument classé de grade II depuis 1986.

### Personnalités liées
- Le prélat Edmund Staunton (en) (1600-1671), président du Corpus Christi College de l'université d'Oxford de 1648 à 1660, est mort et enterré à Bovingdon.
- L'actrice Frances de la Tour est née à Bovingdon en 1944.
- Le sculpteur David Tremlett (né en 1945) vit à Bovingdon.